# Blida
Blida (arabisch البليدة, DMG al-Bulaida, tamazight ⵍⴻⴱⵍⵉⴸⴰ) ist eine Großstadt im Norden Algeriens mit 163.586 (Zensus 2008) Einwohnern. Sie liegt in der gleichnamigen Provinz Blida, deren Hauptstadt sie ist. Ihr Name bedeutet Kleine Stadt. Sie wird häufig als Ville des Roses (Stadt der Rosen) bezeichnet.

## Geographische Lage
Blida liegt etwa 40 km südlich der algerischen Hauptstadt Algier in rund 260 m Höhe in der Mitidja, einem weiten Tal des Tellatlas. Die Küste des Mittelmeers ist rund 30 km entfernt. Unmittelbar im Süden der Stadt liegt ein ausgedehnter Gebirgszug mit dem 1500 m hoch gelegenen Touristenort Chréa und dem sich südlich davon erstreckenden Nationalpark von Chréa, einem von der UNESCO gelisteten Biosphärenreservat.

## Geschichte
Die Römer errichteten an der Stelle, an der heute die Stadt liegt, ein Feldlager. 1535 siedelten sich Morisken, muslimische Flüchtlinge aus Andalusien, dort an. Sie wurden finanziell durch Khair ad-Din Barbarossa unterstützt und begannen, bewässerte Orangenplantagen anzulegen. Während der osmanischen Zeit entwickelte sich Blida zu einem wohlhabenden Ort, an den sich reiche Bewohner Algiers zurückzogen. 1825 wurde Blida durch ein Erdbeben zerstört. 1830 begann die Expansion der Julimonarchie nach Algerien.
Der französische General Clausel ließ Blida im November 1830 plündern, die Verteidiger der Stadt erschießen und die Oliven- und Fruchtbäume der Umgebung niederbrennen. Die zurückbleibende französische Garnison wurde am 26. November 1830 von Aufständischen angegriffen. Diese waren der Stadt aus den Bergen zu Hilfe gekommen. Clausel kam mit seinen Truppen zurück, machte den Aufstand im Häuserkampf nieder und ließ Frauen, Kinder und alte Leute ermorden, bevor er abzog. Im Herbst 1832 kam Anne-Jean-Marie-René Savary, duc de Rovigo und forderte ein Schutzgeld von 200.000 Piastern von Blida und Kolea. Da sie nicht zahlten, ließ auch er die Stadt plündern, die Ausbeute der Soldaten war aber gering.
1838 wurde Blida von französischen Truppen eingenommen, die eine Garnison einrichteten. 1867, wurde Blida wieder von einem Erdbeben zerstört. Blida diente der Verarbeitung der Agrarerzeugnisse aus der umliegenden Mitidja. Die Gesellschaft war segregiert. Als einer von wenigen muslimischen Schülern schaffte es Abane Ramdane an das Collège colonial.
Die koloniale Bevölkerung bestand nicht nur aus rechtsgerichteten Siedlern, sondern auch aus Arbeitern. Die sozialen Kämpfe der Metropole wurden auch in Algerien geführt. Der Triumph des linken Front populaire bei den französischen Parlamentswahlen führte in Blida am 14. Juni 1936 zu Freudenkundgebungen mit rund 5000 in den Straßen defilierenden Menschen. Vichy-Frankreich setzte durch, dass Blida im Zweiten Weltkrieg der Internierung junger Franzosen diente, deren Loyalität zu Philippe Pétain und dessen Kollaborationsregime mit den Nazis das Bureau des menées antinationales (dt. Büro für antinationale Umtriebe) als zu gering einschätzte. In Blida waren bis Ende 1942 im Groupement 103 zahlreiche Verpflichtete der Chantiers de la Jeunesse beschäftigt, die zuvor im Lager des Chantier de discipline du groupement  n° 40 gefangengehalten worden waren.
Von 1954 bis 1962 währte der Algerienkrieg. Ein Angriff der Unabhängigkeitsbewegung auf eine Militärkaserne in Blida in der Nacht des 1. November 1954, angeführt von Rabah Bitat, gilt, zusammen mit einer zeitgleichen Aktion in Boufarik, als das initiale Ereignis des Krieges. Bis zum Kriegsende und der Unabhängigkeit gehörte die Stadt zum 1956 neu eingeteilten französischen Verwaltungsgebiet Wilaya 4.

## Verkehr
Blida liegt an der von Algier kommenden Nationalstraße 1, auch Trans Sahara Highway genannt, die hier nach Süden in Richtung Médéa abbiegt und in den Gorges de la Chiffa (Schlucht(en) von Chiffa) durch den Tellatlas führt.
Sie liegt an der 1860 eröffneten Eisenbahnstrecke von Algier nach Blida, die 1890 mit der Bahnlinie durch die Gorges de la Chiffa nach Berruaghia und später bis Djelfa verlängert wurde. Die Eisenbahnlinie von Oran nach Algier führt ebenfalls über Blida. Die Ost-West-Autobahn führt nördlich an Blida vorbei. Die Seilbahn Blida – Chréa erleichtert den Zugang zu dem Ort in den Bergen.

## Bildung
Blida hat eine Universität (Université Saad Dahlab Blida).

## Söhne und Töchter der Stadt
- Victor Margueritte (1866–1942), französischer Schriftsteller
- Édouard de Nieuport (1875–1911), französischer Radrennfahrer, Flugpionier und Unternehmer
- Jean Coulomb (1904–1999), französischer Geophysiker
- Ahmed Mezerna (1907–1982), algerisch-französischer Politiker
- Armand Liberati (1923–2016), französischer Fußballspieler
- Ahmed Kebaïli (1925–2013), Radrennfahrer
- Bernard Rahis (1933–2008), französischer Fußballspieler
- Kaddour Manhieddine (1944–2012), Radrennfahrer
- Abdelkader Chaabane (* 1954), Radrennfahrer
- Élisabeth Toutut-Picard (* 1954), französische Politikerin
- Mohamed Bourouissa (* 1978), algerisch-französischer Fotograf und Künstler
- Hichem Chaabane (* 1988), Radrennfahrer
- Farid El Melali (* 1997), Fußballspieler
- Loubna Benhadja (* 2001), Leichtathletin